# Parafia Podwyższenia Krzyża Pańskiego we Wrocławiu (prawosławna)
Parafia Podwyższenia Krzyża Świętego – dawna prawosławna parafia wojskowa we Wrocławiu.

## Historia
Parafia została erygowana 2 października 1996.
Wspólnota nie posiadała własnej świątyni. Nabożeństwa odbywały się w soborze Narodzenia Przenajświętszej Bogurodzicy (katedrze diecezji wrocławsko-szczecińskiej).
Proboszczem parafii przez cały okres jej istnienia był ks. mitrat płk Aleksander Konachowicz.
W październiku 2018 r. funkcje wrocławskiej prawosławnej parafii wojskowej przejęła parafia Świętych Cyryla i Metodego.